# Ідеальний тип
Ідеальний тип — тип, який вчений вважає еталоном. Він допомагає досліднику віднайти відхилення в певних дослідженнях. Термін ввів М. Вебер у 1904 році.

## Ідеальні типи Макса Вебера
Вперше М. Вебер розглядав ідеальний тип як засіб історичного пізнання. Він вважав, що мета соціології — зробити зрозумілим те, що не було таким в самій реальності, виявити сенс подій в минулому.

## «Чисті типи» панування

### Легальне панування
Існує таке панування завдяки правилам та законам. Найчистішим типом легального панування є бюрократичне. Панування здійснюється органами влади.

### Традиційне панування
Це панування ґрунтується на вірі у святість тих порядків, які існують здавна. Найчистішим типом є патріархальне панування.
Панування здійснюється спільнотою.

### Харизматичне панування
Це панування ґрунтується на силі володаря, його особистих якостях або героїзму. Найчистіший тип — панування пророка, героя. Панування здійснюється громадою.